# Mount Braun
Mount Braun ist ein rund 900 m hoher Berg im Norden der westantarktischen Alexander-I.-Insel. Er bildet den nordöstlichen Ausläufer der Sofia Mountains sowie den nordöstlichen Teil eines hufeisenförmigen Bergkamms 5,5 km ostsüdöstlich des Mount Holt.
Das Advisory Committee on Antarctic Names benannte ihn nach Lieutenant Commander William K. Braun von der United States Navy, Kommandant einer C-121J Super Constellation der Flugstaffel VX-6 bei der Operation Deep Freeze der Jahre 1970 und 1971.